# Чиритеж
Чиритеж (итал. Cirités) је насељено место у унутрашњости Истарске жупаније, Република Хрватска. Административно је у саставу Града Бузета.

## Становништво
Према задњем попису становништва из 2001. године у насељу Чиритеж живело je 76 становника који су живели у 20 породичних домаћинстава.
Кретање броја становника по пописима 1857—2001.
| година пописа  | 1857. | 1869. | 1880. | 1890. | 1900. | 1910. | 1921. | 1931. | 1948. | 1953. | 1961. | 1971. | 1981. | 1991. | 2001. |
| бр. становника | 225   | 244   | 160   | 127   | 106   | 130   | 0     | 0     | 99    | 96    | 64    | 63    | 62    | 50    | 76    |

Напомена:У 1921. и 1931. подаци су садржани у насељу Роч. У 1857. и 1869. садржи податке за насеље Рим, као и део података у 1880. и 1900. Од 1857. до 1880. садржи податке за насеље Сушићи.